# Fernando Weyler Santacana
Fernando Weyler Santacana (València, 1877 - Palma, 4 d'agost de 1931) fou un advocat, militar i polític espanyol, fill de Valerià Weyler i Nicolau, diputat a Corts i senador durant la restauració borbònica.

## Biografia
Era duc de Rubí i marquès de Tenerife. Llicenciat en dret per la Universitat de Madrid, fou ajudant de camp del seu pare, a qui acompanyà a Cuba i Mindanao. El 1897 ingressà a l'Acadèmia de Cavalleria de Valladolid, on ascendí a tinent el 1900 i a comandant en 1924.
Alhora, com a membre del Partit Liberal, fou diputat per Maó a les eleccions generals espanyoles de 1905, per Palma a les de 1918, i pel districte d'Ocaña (Toledo) a les eleccions de 1910, 1914 i 1916. Durant aquest període fou nomenat secretari del Congrés dels Diputats el 1906, governador civil de Saragossa en 1909, director general de Registres i Notariat en 1910, director general de Primer Ensenyament i de Presons de 1911 a 1913 i de subsecretari del Ministeri d'Instrucció Pública i Belles Arts en 1914.
Després fou senador per les Illes Balears el 1919-1920 i per la província de Pontevedra en 1921-1922, 1922 i 1923. En 1921 fou nomenat gentilhome de cambra amb exercici i servitud i el 1922 director general de Belles Arts, però es retirà quan es proclamà la Dictadura de Primo de Rivera. El març de 1931 fou nomenat governador civil de Madrid pel cap de govern Juan Bautista Aznar-Cabañas.
Fou membre de la Reial Acadèmia de Jurisprudència i Legislació des de 1915. També fou redactor d'El Día va escriure algunes obres de teatre el castellà.

## Obres
- Los parientes (1908), teatre
- Los húsares (1900), estudi
- Cavatinas (1916), poesia